# PR-M 40
El PR-M 40 Circular Paracuellos de Jarama, es un sendero de Pequeño Recorrido que circunvala todo el municipio de Paracuellos de Jarama, siendo de todos ellos, el más prolongado dentro de la Red de Senderos de Paracuellos de Jarama. Este sendero está homologado por la Federación Madrileña de Montañismo (FMM).

## Descripción del recorrido
Partiendo desde la glorieta Príncipe de Asturias, adyacente a la carretera M-113, por el Camino de la Reyerta en dirección norte, donde entre campos de labor y si el día es despejado, podremos divisar al fondo, a nuestra izquierda todo el cordal de la Sierra de Guadarrama.
Continuaremos por el camino de nuestra izquierda, que en continuo descenso nos lleva a cruzar el arroyo de Quebranta Rejas y sus humedales y sin desviarse, a la Urbanización del Valtibañez, para llegar a la rotonda en la M-111.
Continuamos de frente, por la Vía Pecuaria denominada Colada del Arroyo de Bartibáñez o Camino de la Veguilla, prestando atención al tráfico que ocasionalmente discurre por la misma hasta llegar a la gravera, donde la pista finaliza y se convierte en un camino hasta llegar casi a la margen del río Jarama, donde llegamos a un cruce, girando a la izquierda para caminar por el sendero de la ribera sobre el talud de contención de aguas del río.
A partir de este punto seguramente sea el tramo más bonito del recorrido. Alcanzamos la pasarela sobre el río Jarama que veremos a nuestra derecha, encontrándonos en los montes denominados "El Cervunal". Poco antes de pasar bajo el puente de la carretera M-111, llegamos al área recreativa "El Cervellón" donde encontraremos una zona arbolada con mesas de piedra.
El recorrido continúa paralelo al río Jarama llegando a la "Cueva del Río". Seguiremos sin desviarnos hasta llegar a un cruce donde giraremos a nuestra izquierda por la Vía Pecuaria Colada del Abrevadero de la Pelaya hasta alcanzar la carretera de Los Berrocales continuando de frente por la pista de tierra para continuar por la vereda de los Marineros y después a la izquierda por la vereda de las Escalerillas.
De nuevo giraremos a la izquierda por la vereda del Pozo. Ya en la vereda del Pozo y por el Camino de las Tierras Blancas, alcanzamos la carretera M 113 y accedemos a la plaza Príncipe de Asturias, que la iremos bordeando hasta el punto de inicio de la ruta.
Se trata de un trayecto circular, que se puede llevar a cabo a pie en unas 05:30 horas, contando con un desnivel acumulado de +/- 188 metros.
Las épocas recomendadas son: primavera, otoño e invierno.
La dificultad de la ruta es baja.